# A Vava Inouva
A Vava Inouva est le titre d'une des premières chansons du chanteur kabyle Idir. Ce titre fait partie de l'album du même nom sorti en 1976. Il a eu un succès considérable en Algérie, dans d'autres pays d'Afrique du Nord, dans certains pays d'Europe (France, Espagne, Grèce) et au-delà. Au son d'une guitare acoustique, sur une musique rappelant à la fois les mélodies amazighes et la musique folk des années 1960 et 1970, le texte évoque les veillées dans les villages des montagnes kabyles (Djurdjura, Babors), et la transmission orale des contes et enseignements traditionnels. En Kabylie, la chanson fut accueillie avec beaucoup d'émotion, engendrant à la fois un sentiment de reconnaissance d'une tradition profondément ancrée et un sentiment de nouveauté.

## Histoire de cette chanson
A Vava Inouva (« Papa Inouva ») est une berceuse, composée par Idir et Mohamed Ben Hamadouche dit Ben Mohamed, pour Nouara. Nouara était une des premières chanteuses de la musique algérienne de langue kabyle à introduire de la musique moderne dans certains de ses titres. À la suite d'un empêchement de cette dernière, le titre fut interprété à la radio algérienne par Idir lui-même, alors qu'il était un jeune musicien encore inconnu, accompagné par la chanteuse Mila. Le succès fut immédiat : la chanson galvanisa la population algérienne ainsi que les autres populations Nord-Africaines. L'orchestration était très simple, associant essentiellement des guitares acoustiques aux voix, dans un style rappelant la musique folk telle qu'interprétée par Joan Baez quelques années auparavant.
Franchissant la Méditerranée, elle constitua le premier succès algérien en Europe et le premier à être joué à la radio nationale française[évasif]. Ce titre marqua l'entrée de la musique kabyle dans la world music. La journaliste Catherine Humblot évoqua cette chanson dans les colonnes du journal Le Monde en 1978. Près de vingt ans plus tard, en novembre 1996, Idir put jouer ce même titre au Zénith de Paris, devant la jeunesse de l'immigration qui en reprenait en chœur le refrain.
Une seconde version de A Vava Inouva fut enregistrée en 1999, dans l'album Identités avec Karen Matheson, une chanteuse dont le répertoire se compose habituellement de chansons en langue gaélique. Par la suite, la chanson est traduite en plusieurs langues.
En Kabylie, la chanson a fourni un contrepoids subtil mais important au discours de l’État algérien, qui valorisait fort peu la culture berbère dans ses projets de modernisation.

## Texte de la chanson
Le texte est consacré à l'atmosphère des veillées dans les villages du Djurdjura, haut perchés, et au mode de transmission de la culture kabyle ancestrale.
Le refrain de la chanson est une allusion à un conte (une jeune fille sauvant son père prisonnier d'une forêt peuplée d'ogres et de fauves) illustrant succinctement ces récits traditionnels transmis oralement.
Les deux couplets dressent deux tableaux de la maisonnée:
- Le premier tableau zoome sur l'intérieur du foyer. Chaque membre est à sa place, autour du feu. Le fils est préoccupé par la nécessité de subvenir aux besoins de la famille. Son épouse, la bru, bien qu'affairée derrière son métier à tisser, écoute discrètement les récits et les enseignements qu'elle aura à transmettre à son tour plus tard. La doyenne et grand-mère transmet le savoir et les contes aux petits enfants. Le doyen écoute lui aussi, drapé dans son burnous.

- Le second tableau dresse un panorama de cette agora : les portes bloquées par la neige, cette maisonnée qui rêve du printemps, les étoiles et la lune qui se sont retirées derrière les nuages[7].

## Adaptations
Cette chanson a été adaptée, notamment en français, par le duo David et Dominique.
Dans un autre genre musical, le rappeur et compositeur marocain Draganov sort une reprise de A Vava Inouva le 25 mars 2020.